# 9380 Macon
9380 Macon este o planetă minoră (asteroid), cu un diametru de 5,711 km, din centura de asteroizi. A fost descoperită pe 17 august 1993 la observatoire de la Côte d'Azur⁠(d) de Eric Walter Elst și a fost numită după Mâcon. 
Obiectul prezintă o orbită caracterizată de o semiaxă mare de 2,867762 UAi, o excentricitate de 0,03, o înclinație de 2,10999 ° în raport cu ecliptica.